# Война тонгов

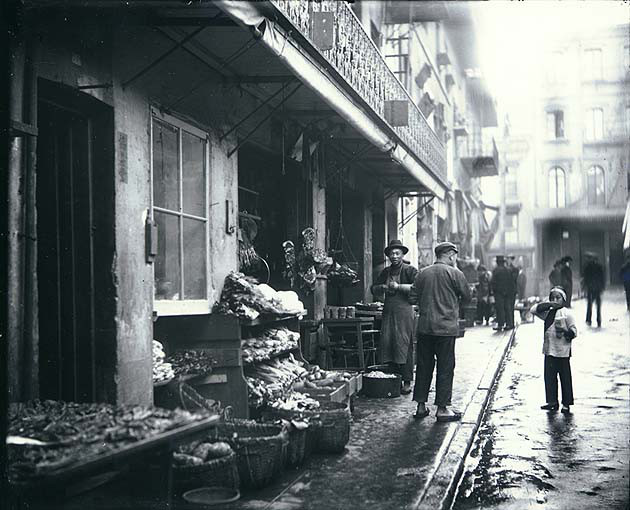
Китайский квартал в Сан-Франциско в конце XIX века, ставший центром войны тонгов

Война тонгов (англ. Tong War) — серия криминальных конфликтов между американскими группировками, которые состояли из этнических китайцев (как иммигрантов первой волны, так и хуацяо, родившихся в США). Эпицентром войны был Чайнатаун Сан-Франциско, хотя стычки происходили также в китайских кварталах Нью-Йорка, Бостона, Лос-Анджелеса, Невады и Чикаго.
Война между тонгами велась на протяжении более 70 лет — с середины XIX века до 1930-х годов. Термин «тонг» (иер. трад. 堂, ютпхин: tong4, пиньинь: táng, палл.: тан), что в переводе значит «зал» или «место встречи», начал использоваться американцами в 1880-х годах. Так в США именовали китайские тайные общества («братства») или землячества, которые промышляли криминальной деятельностью, в том числе рэкетом и торговлей опиумом, а также контролировали азартные игры, проституцию и контрабанду.
Обычно конфликты между тонгами возникали из-за публичного оскорбления или убийства члена конкурирующей банды, а также из-за долгов за товар (опиум или «рабынь»), контроля над борделями и раздела территорий. Как правило, в уличных столкновениях принимали участие рядовые «солдаты» тонгов, известные как пухоутой (boo how doy) или «мальчики с топорами» (解头洋).

## Предыстория

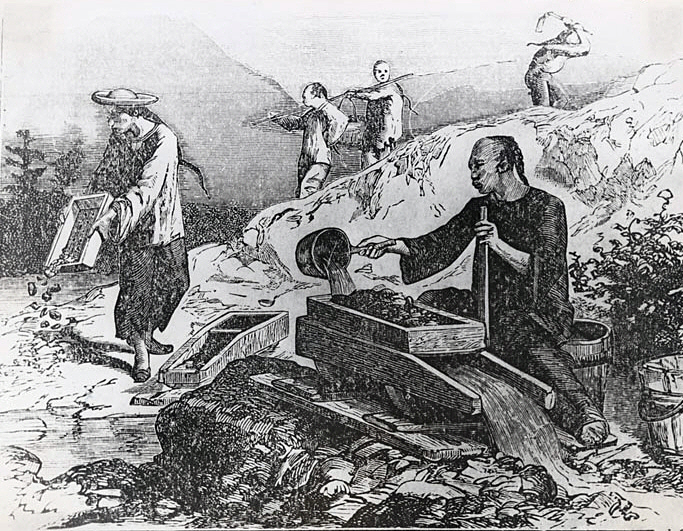
Китайские золотоискатели в Калифорнии

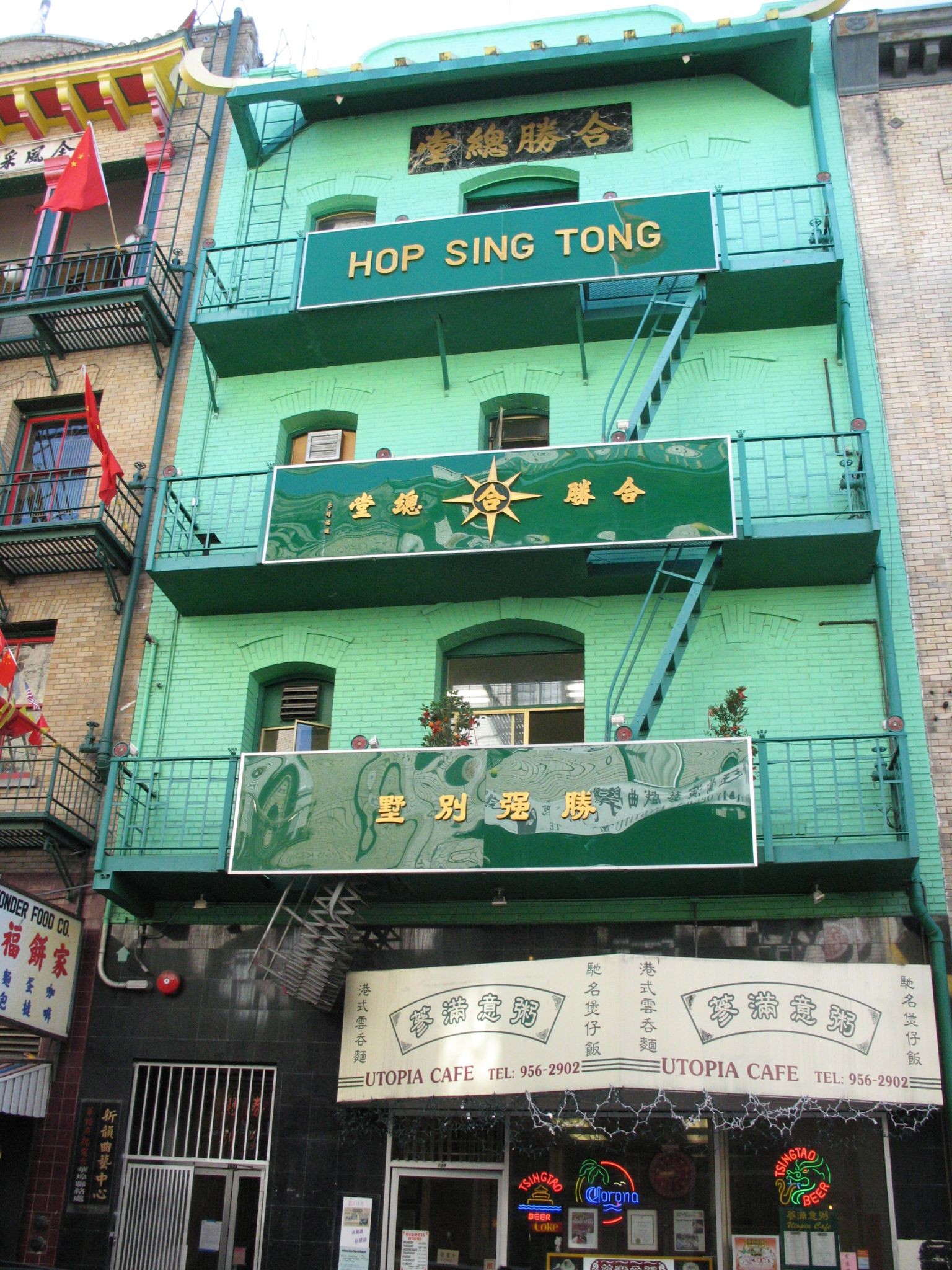
Офис тонга Хопсин в Чайнатауне Сан-Франциско

Китайские иммигранты, прибывавшие с середины XIX века в США, работали главным образом золотоискателями на приисках (1848—1855) и рабочими на строительстве железной дороги (1863—1869). Они сталкивались с враждебностью со стороны белых рабочих и их профсоюзных лидеров, поскольку соглашались работать за более низкую заработную плату. Со временем часть китайцев перебралась на Восточное побережье США, часть стала создавать структуры, способные дать отпор агрессии белых американцев.   
Первоначально тонги были китайскими ассоциациями, уходившими корнями в эпоху Мин. Одни тонги носили характер землячеств (состояли из членов одного клана или выходцев из одного уезда), другие строились по цеховому принципу (например, бакалейщики, извозчики или портные). Когда китайские иммигранты прибывали в США, тонги помогали им найти работу и жильё, отстаивали их интересы в конфликтах с местным населением или представителями власти, а также организовывали в общине религиозные праздники, свадьбы и похороны, содержали китайские школы, храмы и кладбища, обучали желающих английскому языку. Со временем американские тонги стали навязывать китайцам «защиту» от нападений многочисленных банд (как китайских, так и состоящих из представителей других национальностей), охраняя их имущество в чайнатаунах.
Кроме рэкета, важными статьями доходов тонгов были ростовщичество (у должников, не вернувших кабальную ссуду, забирали всё имущество и даже обращали в рабство их родственников) и улаживание споров внутри общины. Доходы от преступной деятельности тонги вкладывали в игорные салоны и публичные дома, а также в легальные предприятия (рестораны, доходные дома, прачечные). Часть доходов шла на закупку опиума и доставку молодых девушек в китайские бордели. Долгое время сохранялись и тонги, которые держались в стороне от криминала и раздела территорий, однако из-за финансовых трудностей многим из них пришлось прекратить свою деятельность. В итоге, абсолютное большинство американских тонгов превратились из благотворительных объединений и обществ взаимопомощи в поставщиков нелегальных товаров и услуг.
Термин «тонг» стал ассоциироваться с тайными братствами, которые контролировали чайнатауны и боролись с конкурирующими бандами. В представлении белых американцев все тонги занимались исключительно противоправной деятельностью, хотя в сознании китайцев многие виды бизнеса, например, азартные игры, были вполне легальными. Тонги состояли преимущественно из молодых людей, которые или имели криминальное прошлое, или являлись изгоями в своих кланах. 

### Социальное положение в китайских кварталах

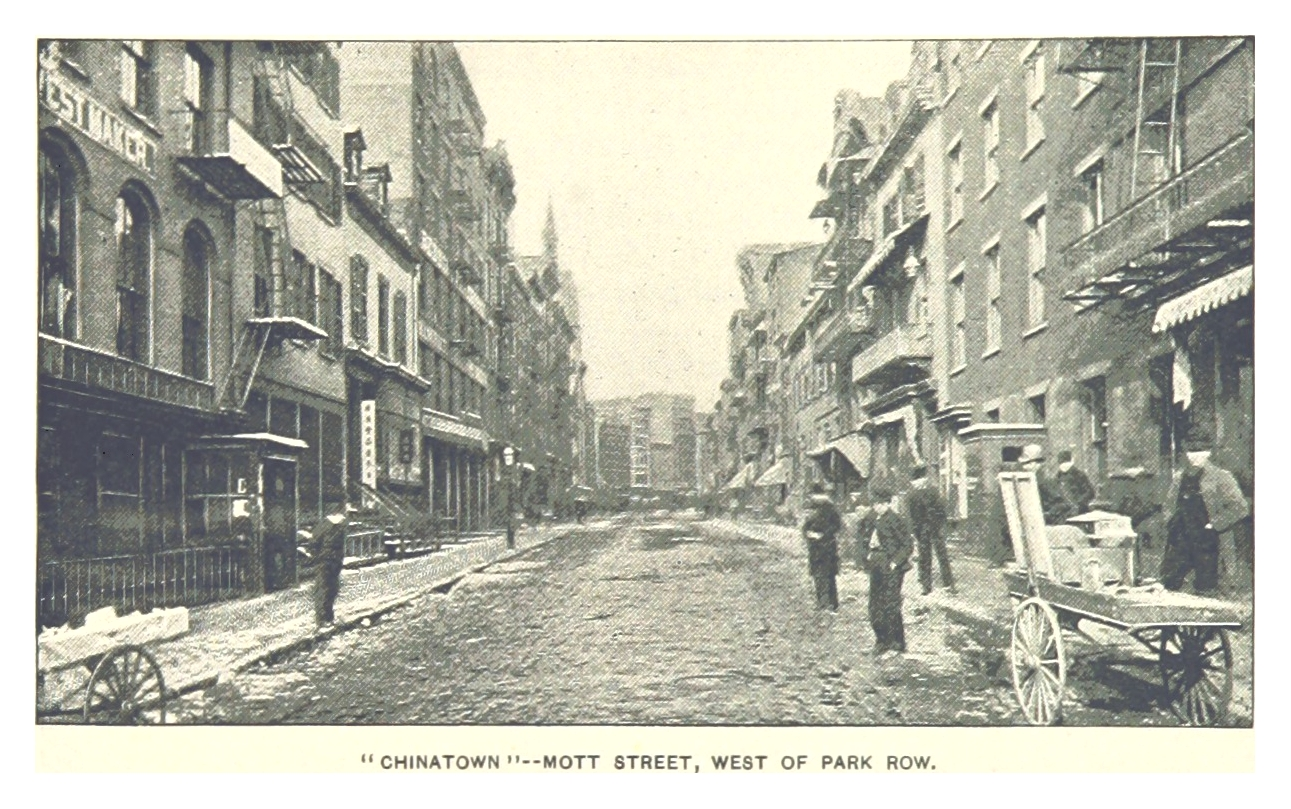
Китайский квартал на Манхэттене в конце XIX века

Тонги контролировали повседневную жизнь чайнатаунов, в которых процветали курение опиума, проституция и азартные игры. Большинство американских чайнатаунов второй половины XIX века представляли собой кварталы перенаселённых многоквартирных доходных домов, а местами и обширные деревянные трущобы с почти полным отсутствием чистой воды и канализации.
Население чайнатаунов в основном состояло из мужчин, поскольку иммиграционные законы (особенно Акт об исключении китайцев) ограничивали въезд женщин. Это приводило к тому, что в китайских кварталах процветали проституция и азартные игры, поскольку китайские мужчины после тяжёлого рабочего дня  фактически были лишены семейного очага. Спрос рождал предложение и тонги активно занимались нелегальным ввозом женщин из Китая как для замужества, так и для занятия проституцией. Многие из этих женщин приезжали в Америку не по своей воле: были обмануты или проданы родственниками за долги.
Китайские проститутки делились на три основные категории: «лучших» продавали богатым китайским купцам в качестве наложниц; «средних» покупали для высококлассных публичных домов, которые обслуживали исключительно китайских мужчин; самых дешёвых покупали для занятия проституцией в заведениях низшего класса, которые посещала смешанная клиентура. Проститутки жили в маленьких комнатушках; их часто избивали или пытали, если они не приносили прибыль или по какой-то причине отказывались обслуживать клиентов. Все китайские бордели или принадлежали непосредственно тонгам, или платили им регулярную дань. Кроме тонгов, долю от прибыли публичных домов в Чайнатауне Сан-Франциско получали также коррумпированные полицейские и городские чиновники.
С 1850-х по 1870-е годы власти Калифорнии приняли множество законов, ограничивающих проституцию для представителей всех рас, однако по этим законам преследовались преимущественно китайцы. После принятия Тринадцатой поправки в 1865 году китаянки, привезенные в США для занятия проституцией, стали подписывать контракты, чтобы их работодатели избежали обвинений в работорговле. В 1875 году был принят закон Пейджа, который ограничивал иммиграцию женщин из Китая.
Большой проблемой китайских кварталов было курение опиума. В 1870-х годах в Чайнатауне Сан-Франциско было более 200 опиумных притонов, каждый из которых вмещал от пяти до пятнадцати человек, а в Чайнатауне на Манхэттене опиумные притоны концентрировались на Мотт-стрит и Бакстер-стрит. После заключения торгового договора 1880 года только американские граждане могли легально импортировать опиум в Соединенные Штаты, поэтому китайским бизнесменам приходилось полагаться на них для поддержания своей сети сбыта опиума. Основными оптовыми поставщиками китайских опиумокурилен Западного побережья были американцы европейского происхождения, которые легально ввозили опиум через порт Сан-Франциско или нелегально через границу с Мексикой.
В рамках широкой кампании по избавлению Соединенных Штатов от китайского населения белые американские врачи заявляли, что курение опиума привело к увеличению вовлеченности молодых белых женщин в проституцию и к «генетическому загрязнению расы» через смешанные браки. Пропагандисты антикитайских настроений утверждали, что курение опиума разрушает моральные устои американцев, а китайская рабочая сила снижает уровень заработной платы и отбирает рабочие места у американцев европейского происхождения. Отчасти антикитайские настроения сдерживали американские промышленники, заинтересованные в дешёвой рабочей силе.
К 1890 году в Сан-Франциско проживало около 21 тыс. китайских иммигрантов (более 9 % всего населения города), значительная часть которых была тем или иным образом связана с многочисленными тонгами. В 1900—1904 годах в Чайнатауне Сан-Франциско вспыхнула эпидемия бубонной чумы, что лишь усилило антикитайские настроения жителей города. С вакцинацией населению Чайнатауна помогли представители Шести компаний, хотя тонги из-за суеверий и препятствовали этому.

### Антикитайские настроения

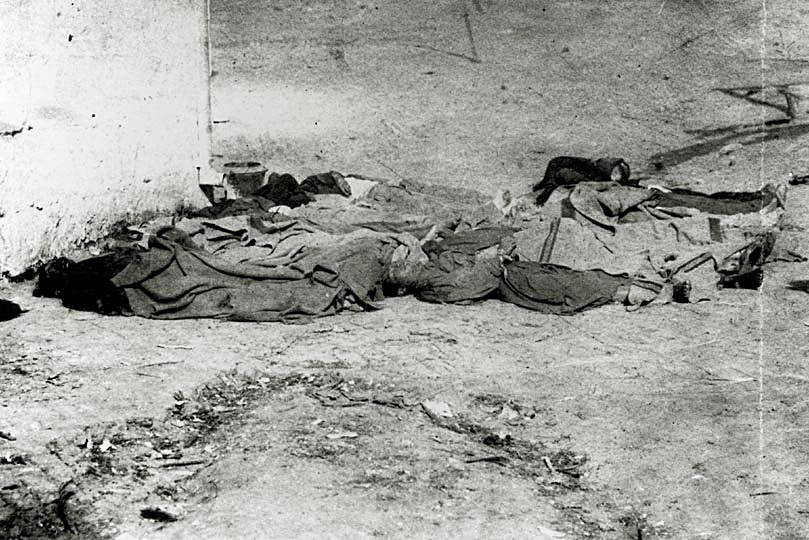
Жертвы китайского погрома 1871 года в Лос-Анджелесе

В основе массовых антикитайских настроений в США лежала борьба за рабочие места и повышение зарплат, поскольку китайские иммигранты соглашались на тяжёлую работу за меньшую оплату. Антикитайские марши «Рыцарей труда» быстро перерастали в погромы и поджоги китайских кварталов и рабочих посёлков. Ненависть белых американцев к китайцам стала одной из главных причин появления тонгов, поскольку плохо знавшие английский язык иммигранты-азиаты опасались обращаться за помощью к расистски настроенным представителям власти, особенно полицейским. Таким образом, тонги заменяли жителям чайнатаунов американские органы власти: решали конфликты, помогали вернуть долг, охраняли собственность.
Крупнейшими всплесками насилия по отношению к китайцам были погромы и нападения в Лос-Анджелесе (1871), Сан-Франциско (1877), Рок-Спрингсе (1885), Сквак-Вэлли (1885), Такоме (1885), Сиэтле (1886) и каньоне Хеллс (1887).
Долгая депрессия, начавшаяся в 1873 году, лишь усилила антикитайские настроения среди белых американцев. В том же 1873 году в Сан-Франциско было принято Постановление о косичках, согласно которому китайские заключённые, носившие бянь-фа, должны были коротко стричь волосы на голове. Также была запрещена отправка останков умерших обратно в Китай. Белые политики активно подогревали антикитайские настроения своих сторонников, распространяя ложные слухи о вспышках проказы и оспы в чайнатаунах, а также продвигая тезисы, что китайцы вовлекают белых женщин в проституцию и склоняют их к курению опиума.
Шесть компаний регулярно встречались с местными властями Калифорнии, пытаясь обуздать движения против азиатов. Зажиточные и образованные китайцы, стоявшие во главе «Шести компаний», старались защитить чайнатауны от нападений белых расистов, нередко обращаясь за помощью к тонгам. Пока «Шесть компаний» были заняты политической борьбой, а полиция Сан-Франциско фактически бездействовала, влияние тонгов на жизнь Чайнатауна постоянно возрастало.

## Субкультура и структура тонгов

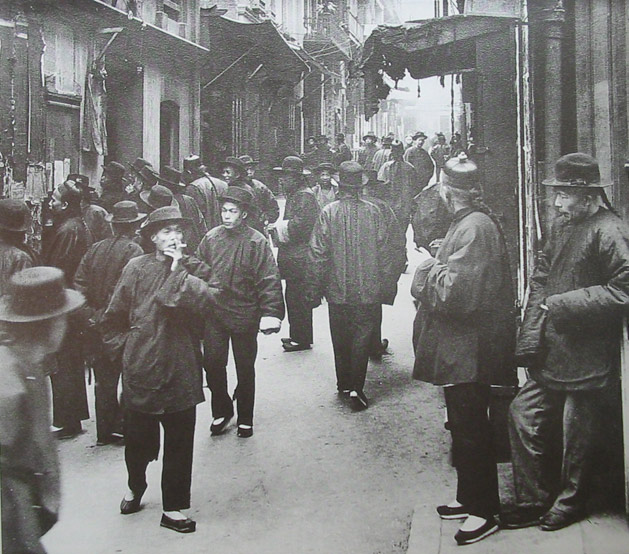
«Улица игроков» в Чайнатауне Сан-Франциско

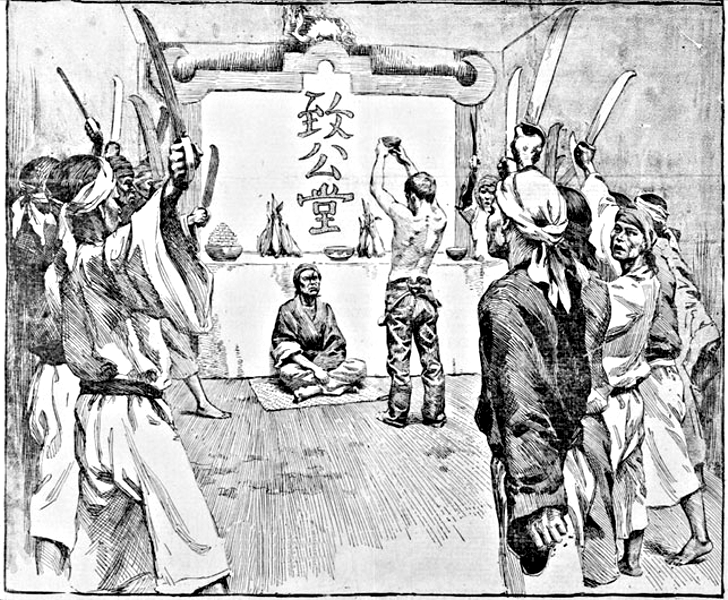
Церемония посвящения в члены тонга. Сан-Франциско, начало XX века

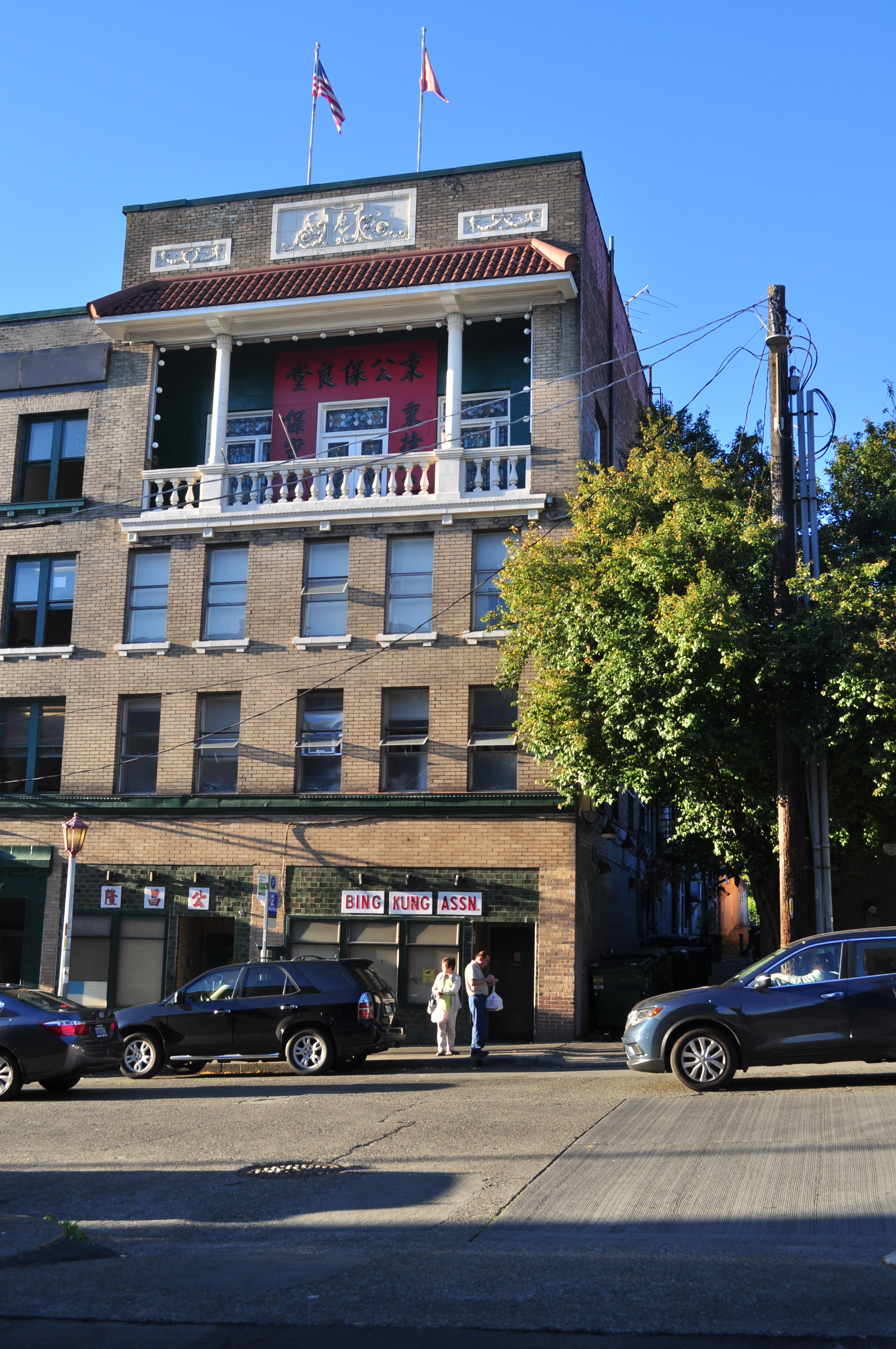
Офис тонга Бинкун в Сиэтле

Американские тонги подражали тайным обществам, широко распространённым в Южном Китае. Основным образцом для наследования было Тяньдихуэй («Общество Неба и Земли»), также известное как Хунмэнь («Огромная семья»). Расцвет китайских тайных обществ пришёлся на вторую половину XVII века, когда сторонники свергнутой династии Мин поднялись на борьбу с маньчжурской династией Цин. После подавления антицинских мятежей многие сторонники династии Мин бежали за рубеж, перенося с собой традиции Тяньдихуэй. Некоторые ритуальные элементы (особенно церемонии инициации и почитание различных божеств) тонги почерпнули из субкультуры триад Гонконга и британских колоний в Юго-Восточной Азии.
Поскольку большинство китайских иммигрантов составляли выходцы из южных провинций Гуандун и Фуцзянь, в тонгах общались между собой преимущественно на тайшаньском и кантонском диалектах; меньшинство составляли носители языка хакка и различных миньских диалектов. Часть иммигрантов отправлялись в США напрямую, другие эмигрировали через Гонконг, Тайвань и Филиппины. В каждом тонге было несколько членов, свободно владевших английским языком; они просматривали местные газеты в поисках важной информации или контактировали с адвокатами и представителями власти.
Поток китайских иммигрантов в Калифорнию значительно возрос после подавления в Южном Китае восстания тайпинов. Например, бывший тайпинский военачальник Ян Фуцин бежал через Шанхай в Лос-Анджелес, где в 1866 году основал свой тонг.
Однако преступные тонги отличались по составу от ранних тонгов, ориентированных на финансовую поддержку и защиту от дискриминации членов своей общины. В них не преобладали члены одного клана, выходцы из одного региона или близкие по социальному положению люди. Члены большинства криминальных тонгов происходили из самых разных слоев общества; иногда членами банд становились японцы или филиппинцы. Когда в тонге становилось много людей, он раскалывался на отдельные банды, которые нередко враждовали между собой. Бывали случаи, когда один гангстер был членом нескольких тонгов. 
Большинство американских тонгов были официально зарегистрированы в виде благотворительных ассоциаций, профессиональных союзов, торговых палат или коммерческих предприятий. Они имели легальные штаб-квартиры и региональные офисы, а также должности президента, вице-президента, секретаря, казначея, аудитора и администратора по связям с общественностью. У некоторых тонгов также были попечительские советы, состоявшие из авторитетных старейшин китайской общины.
Старшие члены тонгов контролировали опиумные курильни, бордели, игорные салоны (где велась игра в фаньтань и фаро), а также проведение лотерей среди жителей чайнатаунов. Младшие члены банд охраняли заведения и главарей тонгов, выбивали долги и защищали территорию от посягательств конкурентов. Практически все незаконные заведения тонгов платили еженедельную «дань» коррумпированным полицейским и другим городским чиновниками. Игорные салоны и публичные дома тонгов посещали как китайцы, так и белые американцы, но последние обычно сидели за отдельными столами. 
В междоусобных войнах члены китайских банд использовали ножи, мачете, топорики, копья, дубинки и пистолеты; для защиты некоторые гангстеры носили кольчужные рубашки, шлемы и щиты. Если начиналась война с конкурентами, члены банды поднимали над зданием штаб-квартиры флаг своего тонга. В каждом тонге был свой тайный слэнг, понятный лишь посвящённым. Например, в тонге Чикун убийство называли «омыть тело», винтовку — «собакой», пистолет — «щенком», а пули — «собачьим кормом». Когда босс тонга желал, чтобы его люди открыли огонь по врагам, он кричал: «Пусть собаки лают!».
Обычно силовые задания выполняли рядовые «солдаты» тонгов, которых называли «мальчики с топорами» или «высокоподвязанные» (highbinders, поскольку они привязывали свою бянь-фа к макушке, чтобы противник не ухватился за неё во время драки). Примерно пятую часть каждого тонга составляли физически крепкие «солдаты»; большинство рядовых боевиков имели начальное образование или не имели его вообще, многие имели судимости за различные преступления. Перед убийством или стычкой с конкурентами многие «топорщики» в ритуальных целях употребляли мясо дикой кошки.   

### Основные игроки

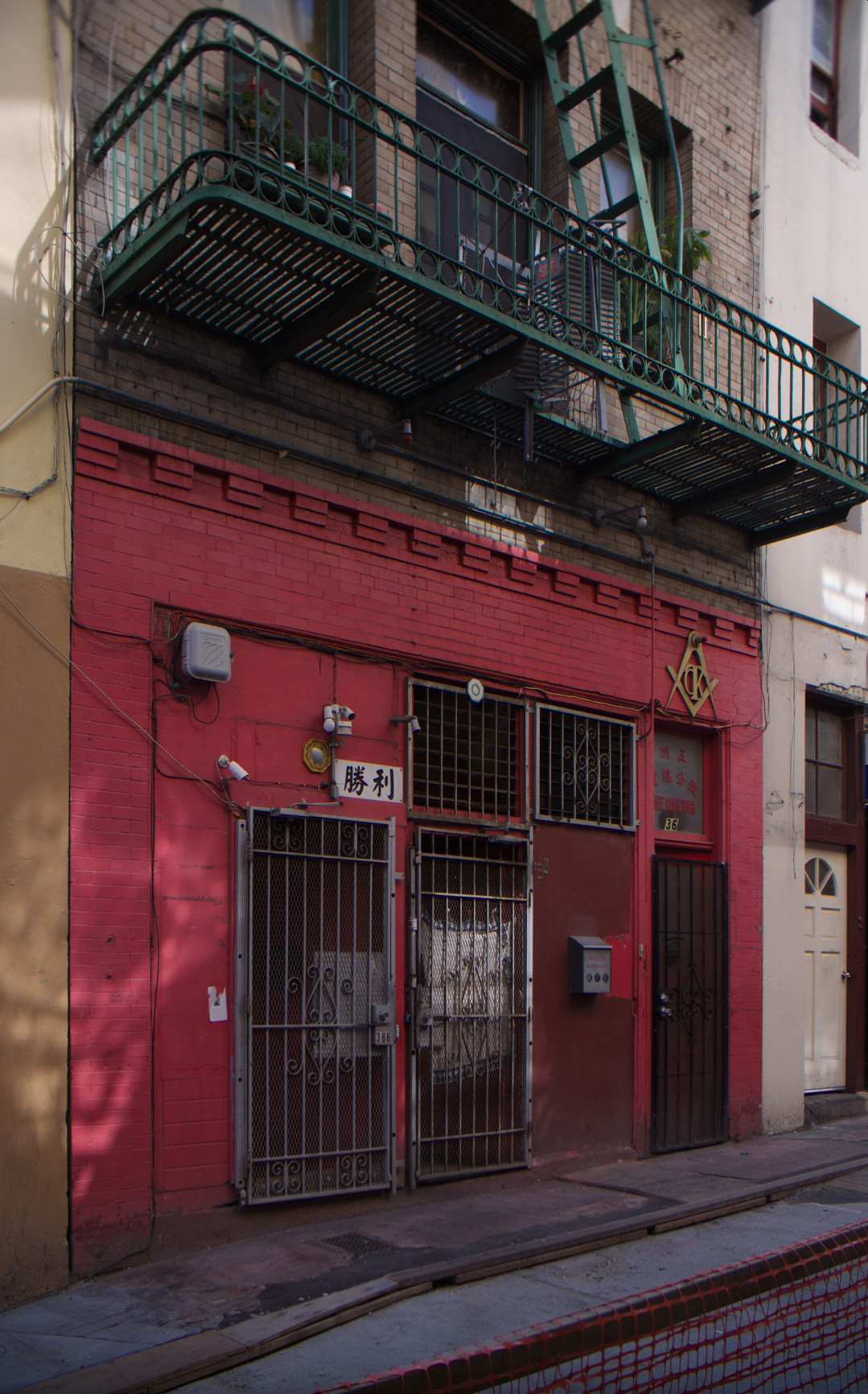
Офис тонга Чикун в Сан-Франциско

Поскольку во второй половине XIX века Чайнатаун Сан-Франциско был крупнейшим китайским анклавом Америки, именно здесь образовались первые тонги США. В Сан-Франциско основными тонгами являлись Суэйсин, Бинкун, Хопсин, Чикун и Лункунтиньи. На восточном побережье и в районе Великих озёр основными тонгами являлись Оньлён и Хипсин.
Во второй половине XIX века тонг Хипйи (Hip Yee Tong) был крупнейшим поставщиком китайских женщин в бордели чайнатаунов. Женщин из Южного и Восточного Китая либо похищали, либо покупали у бедных родителей, либо заманивали в Сан-Франциско обещаниями удачно выдать замуж. В сфере торговли женщинами конкуренцию ему составляли тонги Оньлён и Кхуонтук (Kwong Duck Tong); сетями публичных домов владели тонги Ватинсаньфон (Wah Ting San Fong Tong) и Оньик (On Yick Tong). Тонги Хипсин и Посиньсир (Bo Sin Seer) управляли сетями игорных заведений, продуктовых магазинов и прачечных.
Другими известными тонгами США были Винйи (Wing Yee Tong), Кимланьвуйсау (Kim Lan Wui Saw), Кисиньсир (Gee Sin Seer), Полён (Bo Leong Tong), Поонь (Bo On Tong), Посан (Po Sang Tong), Сайсинь (Sai Sin Tong), Сионь (Si On Tong), Суэйин (Suey Ying Tong), Суэйонь (Suey On Tong), Суэйтон (Suey Dong Tong), Сэньсуэйин (Sen Suey Ying Tong), Хипсэнь (Hip Sen Tong) и Юньин (Jun Ying Tong).
В основном войны происходили между тонгами, работавшими в одной криминальной сфере, и были связаны либо с разделом территории и ресурсов, либо с долгами. Например, война тонгов Бинъонь (Bing On Tong) и Васиньсаньфань (Wah Sin San Fan Tong) началась из-за невыплаты полной стоимости одной рабыни, а война тонгов Хопсин и Суэйсин — из-за нехватки китайских женщин на подконтрольной территории. Нередко возникали войны коалиций тонгов: например, в войне Полён против Поонь на стороне первых выступили тонги Оньик и Хопсин, а на стороне вторых — тонги Суэйсин и Хипсин; в войне Хопсин против Суэйсин на сторону первых встали тонги Ватинсаньфон и Сэньсуэйин. Однако бывали случаи, когда войны вспыхивали не из-за бизнеса, а в результате личных обид и нанесённых оскорблений.
В ходе войны тонгов члены Хопсин убили гангстера из Хипсин, который также оказался членом тонга Сэньсуэйин, поэтому вскоре Сэньсуэйин был вынужден присоединиться к этому конфликту. Позже в ходе этой же войны член тонга Сэньсуэйин вступил в конфликт с гангстером из Хопсин, который был смертельно ранен в храме. Это привело к тому, что в войну вступил тонг Чикун, поскольку убитый был и в их рядах тоже. Как бы не складывались конфигурации коалиций и временных союзов тонгов, ни разу на протяжении всех войн тонгов не было случая, чтобы один тонг добился превосходства над всеми остальными тонгами города или штата.

## Войны второй половины XIX века

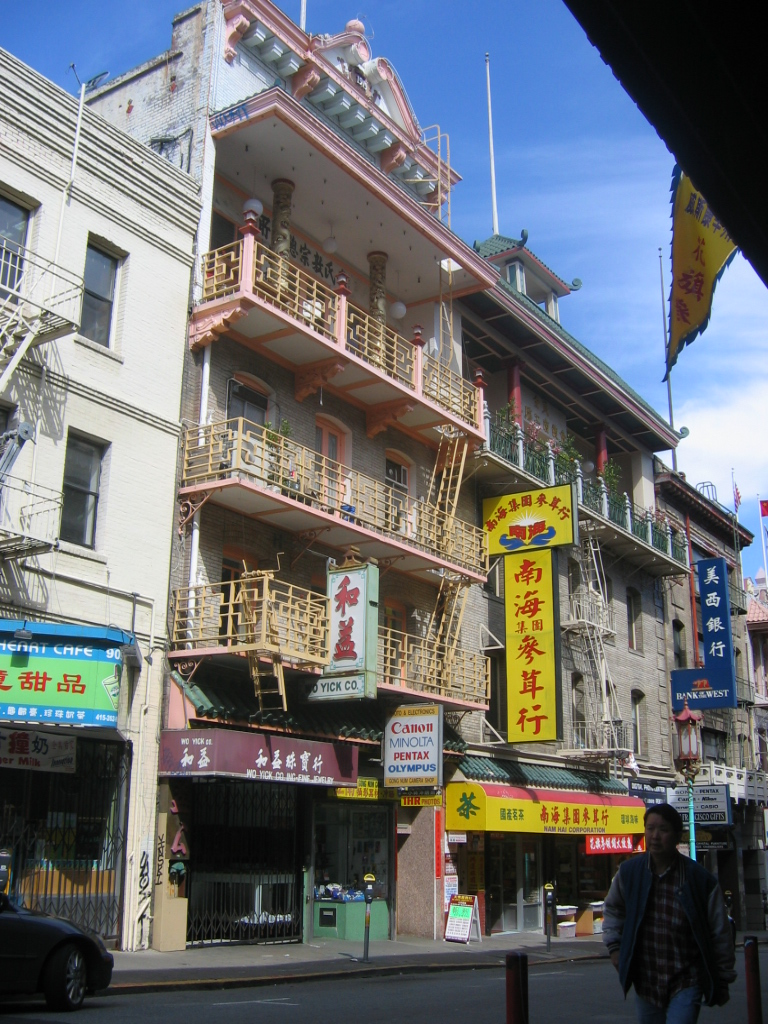
Офис тонга Суэйсин в Сан-Франциско

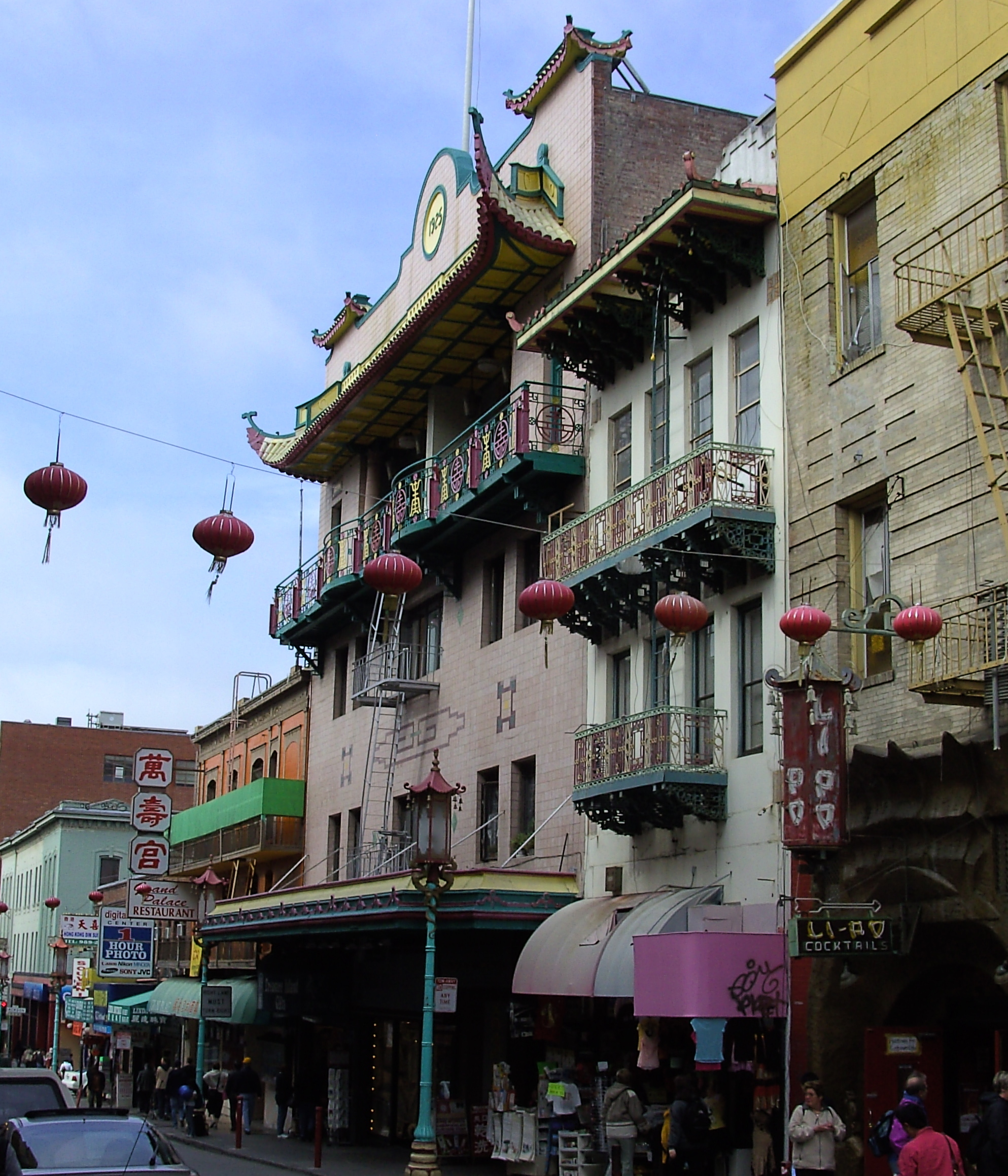
Офис тонга Лункунтиньи в Сан-Франциско

Первые тонги Сан-Франциско занимались защитой своих земляков от притеснений белых американцев, однако со временем в них возобладали криминальные элементы. Преступники предпочитали участвовать в прибыльном незаконном бизнесе и постепенно захватывали власть во всём тонге. Банды принуждали китайских торговцев платить деньги за «защиту», имели долю с доходов всех публичных, игорных и опиумных домов чайнатауна. Численность тонгов варьировалась от 50 до 1500 человек.
В середине XIX века в штате Калифорния проживало около 25 тыс. китайцев; большинство из них приехали заработать денег и планировали со временем вернуться в Китай. Старшие китайцы основную часть заработка отсылали семьям на родину, а молодые мечтали накопить небольшой капитал для покупки дома или мастерской. До начала войны тонгов китайский квартал в Сан-Франциско был относительно спокойным районом, малочисленные китайские гангстеры очень редко совершали тяжёлые преступления, в основном они промышляли лотереями, азартными играми, сутенёрством, сбытом опиума и мелкими кражами.
Во время подавления в Южном Китае Восстания красноголовых (1854—1862) в Калифорнию бежал один из лидеров повстанцев Лоу Йет, основавший тонг Чикун. Со временем в результате недовольства от Чикуна откололось несколько групп, члены которых сформировали собственные тонги (в некоторых из этих тонгов уже преобладали молодые китайцы, родившиеся в США). Таким образом, в 1850-х годах в районе Сан-Франциско процветали три тонга — Чикун, Хипйи и Кхуонтук. В июне 1885 года во время своего трёхмесячного пребывания в США штаб-квартиру тонга Чикун посетил молодой Сунь Ятсен.
Конкурирующие между собой тонги Хипйи и Кхуонтук работали под вывеской благотворительных организаций, якобы защищая китайских рабынь от преступного мира, хотя на самом деле обе банды стояли за ввозом из Китая женщин для своих борделей. Гангстеры взимали «налог» в размере сорока центов за каждую ввезённую в США проститутку и два цента в неделю с каждой рабыни после этого. Половая диспропорция общины приносила тонгам колоссальные прибыли: по состоянию на 1884 год в Чайнатауне Сан-Франциско проживало 30 360 мужчин и только 1385 женщин (около 50 % из них были проститутками). Кроме контроля проституции, тонги Сан-Франциско стали зарабатывать на лотереях, салонах для игры в фаньтань и опиумных притонах.
24 октября 1871 года около 500 белых и латиноамериканцев устроили резню в Чайнатауне Лос-Анджелеса, в результате которой погибло 19 китайцев (15 из них были повешены во время беспорядков). Толпа погромщиков собралась, узнав новость об убийстве полицейского и владельца ранчо в результате конфликта между тонгами Ниньюн (Nin Yung) и Хунчоу (Hong Chow). Члены этих тонгов начали стрельбу между собой из-за похищения китайской проститутки. Ненависть со стороны толпы подогревали слухи о якобы «массовых убийствах китайцами белых». После апелляций никто из задержанных погромщиков не понёс наказания.  

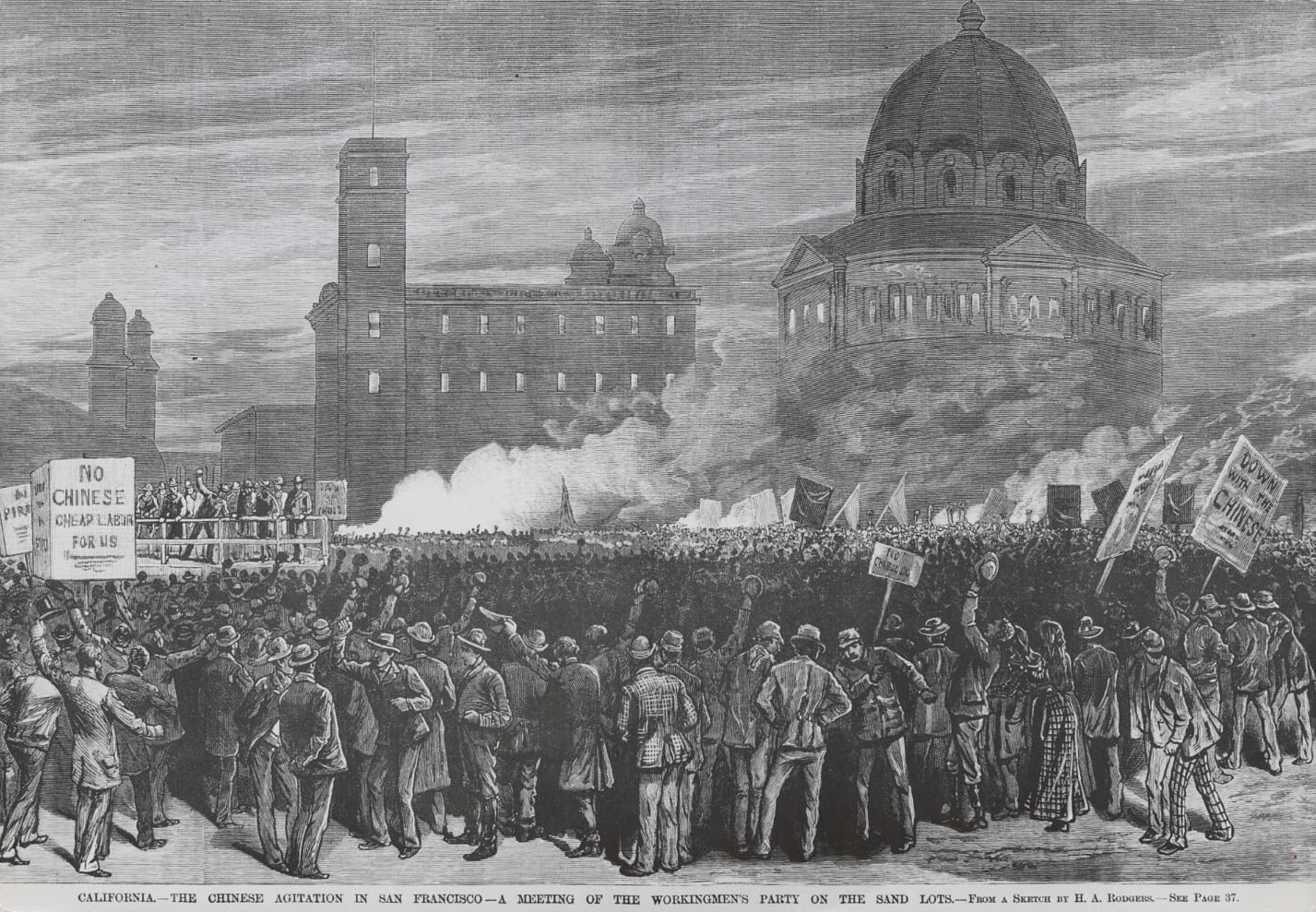
Антикитайский митинг Рабочей партии Калифорнии перед мэрией Сан-Франциско. Иллюстрация 1880 года

В 1875 году в Чайнатауне Сан-Франциско вспыхнула война между влиятельными тонгами Суэйсин и Кхуонтук. В июле 1877 года массовые антикитайские беспорядки охватили Чайнатаун Сан-Франциско. В результате трёхдневного погрома погибло четыре человека, были сожжены и разграблены сотни китайских домов, магазинов и прачечных. Поскольку китайцы много работали, покупали лишь необходимое и в основном у своих земляков, а сэкономленные деньги отправляли на родину, это вызывало раздражение у белых рабочих и мелких коммерсантов, многие из которых прибыли на Запад во время Долгой депрессии. Белые безработные не могли конкурировать с более дешёвой китайской рабочей силой, что и вылилось в погром. 
В 1880-х и 1890-х годах война между тонгами Хипсин и Оньлён охватила чайнатауны Нью-Йорка и Бостона. Гангстеры нападали друг на друга в офисах, прачечных, ресторанах и на улицах. Многие игорные заведения Оньлён в китайском квартале Нью-Йорка находились под «защитой» полицейского департамента, который в те годы возглавлял Теодор Рузвельт.

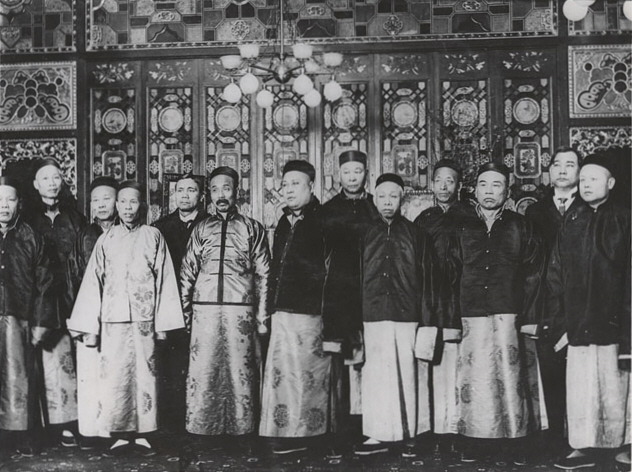
Представители «Шести компаний» на одном из собраний в Сан-Франциско

К концу XIX века заметно упало влияние Шести компаний, которые долгое время пытались бороться с растущей мощью тонгов и даже сдерживали проявления насилия с их стороны. Иногда «Шести компаниям», которые выступали против нелегальной проституции, удавалось вопреки воле тонгов вернуть рабынь на родину. Многие белые политики Калифорнии были недовольны влиянием «Шести компаний», полагая, что те узурпировали власть внутри китайской общины. Кроме того, верхушку «Шести компаний» обвиняли в наличии собственных интересов в игорном бизнесе Чайнатауна и проведении негласных судебных разбирательств внутри китайской диаспоры, а также в наказании тех китайцев, кого такие суды признавали виновными.
Если в 1850 — 1870-х годах «Шести компаниям» удавалось мирно сосуществовать с тонгами, то с активизацией войны в 1880-х годах тонги вышли из-под какого-либо контроля старейшин. «Шесть компаний» обещали китайцам Калифорнии (особенно многочисленным выходцам из Гуандуна) защиту от насилия и дискриминации со стороны как белых американцев, так и земляков, однако с ростом антикитайских настроений и влияния тонгов эта защита становилась иллюзорной, что подрывало авторитет некогда могущественного братства. Постепенно в верхушку «Шести компаний» проникли коррупция и жажда наживы.
В начале 1890-х годов офицер Уильям Прайс по прозвищу «Белый дьявол» преобразовал полицейский отряд Чайнатауна Сан-Франциско в «летучий отряд» для борьбы с бандитизмом и беспорядками. Опираясь на отчёт Уильяма Фарвелла за 1885 год, который подробно описал все здания Чайнатауна и пометил разными цветами зоны влияния различных тонгов, Прайс повёл наступление на организованную преступность китайского квартала. В результате нескольких полицейских рейдов были разрушены штаб-квартиры тонгов Бинъонь и Суэйонь. Прайс продолжал борьбу с тонгами вплоть до выхода на пенсию в 1905 году, накануне землетрясения.
На пике противостояния с тонгами «Шесть компаний» даже публиковали информацию о правонарушителях и предлагали вознаграждение за местонахождение или поимку преступников, орудовавших в Чайнатауне. В 1892 году Конгресс принял спорный Закон Гири, согласно которому все китайцы, проживающие в США, должны были иметь вид на жительство. «Шесть компаний» развернули активную кампанию против этого закона, но проиграли борьбу, что сильно пошатнуло их престиж в китайском сообществе. Тонги воспользовались этим и повели наступление на лидеров «Шести компаний», параллельно развязав уличные бои друг с другом.
В январе 1897 года в одной из парикмахерских Чайнатауна Сан-Франциско был застрелен главарь тонга Сомйоп (Som Yop Tong) Фун Ин Той, широко известный под прозвищем Маленький Пит. Он контролировал проституцию, азартные игры и торговлю опиумом, что привело «Маленького Пита» к конфликту с тонгом Суэйонь, а позже — к кровопролитной войне с тонгом Суэййоп (Suey Yop Tong). К 1890 году двадцатипятилетний «Маленький Пит» стал лидером тонга Сомйоп, имея в Чайнатауне репутацию непобедимого бойца и жестокого убийцы. Одним из покровителей «Маленького Пита» был политический босс Демократической партии Сан-Франциско Кристофер Огастин Бакли. После убийства «Маленького Пита» тонги объявили бойкот магазинов See Yup Company из «Шести компаний», что парализовало экономику всего квартала и нанесло последний удар по репутации братства. Генеральный консул Китая в Сан-Франциско Хо Ю пытался остановить бойкот, но тонги были непреклонны. Двое наёмных убийц, расправившихся с «Маленьким Питом», позже вернулись в Китай богатыми людьми. Внутренний конфликт между двумя кланами «Шести компаний» продолжался до 1899 года, причём различные тонги поощряли эту борьбу, стараясь ещё больше ослабить братство.

## Войны первой четверти XX века

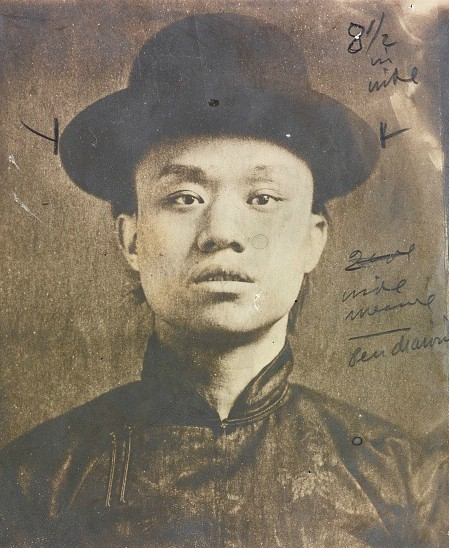
Лидер тонга Хипсин «Мок Дак» в 1912 году

К началу XX века тонги присутствовали почти во всех крупных американских городах. Установив контроль над торговлей наркотиками, проституцией и азартными играми, тонги превратились в крупнейшую азиатскую сеть организованной преступности в стране.
В августе 1900 года, после убийства работника прачечной, вспыхнула новая война за контроль над Чайнатауном Манхэттена между старыми соперниками — тонгами Хипсин и Оньлён. Сперва Хипсин хотел получить часть доходов Оньлён от азартных игр, а затем и полностью захватить китайский квартал. Война сопровождалась поджогами, убийствами и даже обезглавливаниями. По результатам конфликта молодой тонг Хипсин, во главе которого стоял Сай Вин Мок («Мок Дак»), стал доминирующей силой в Нью-Йорке, сместив с вершины старый тонг Оньлён, который возглавлял владелец ресторана Том Ли. После того, как Ли назначил награду за «Мок Дака» и других членов Хипсин, они заключили союз с тонгом Лункунтиньи («Четверо братьев»), а вскоре сдали полиции адреса опиумных притонов и игорных домов, подконтрольных Оньлён.
В том же 1900 году, после нескольких предыдущих перемирий, в Чайнатауне Сан-Франциско вспыхнула новая кровопролитная война между тонгами Хопсин и Суэйсин, длившаяся три месяца. Счёт убитых и раненых шёл на десятки, а члены Хопсин даже пытались взорвать штаб-квартиру соперников. В результате вспышки насилия население Чайнатауна сократилось до 14 тыс. человек.
Разрушительное землетрясение 1906 года и последующие пожары, вызванные разрывами газопроводов, уничтожили почти все бордели, игорные и опиумные салоны Чайнатауна Сан-Франциско, что сильно ударило по доходам тонгов. Сотни погибших китайцев даже не попали в официальную статистику городских властей. У тонга Кхуонтук в живых остался лишь один член банды, тонг Вонсин (Wong Sing Tong) потерял все свои офисы, флаги, бухгалтерские книги и печати. Восстановление шло медленно, некоторые тонги покинули старый Чайнатаун и криминальные войны за контроль над территориями на время прекратились. Многие бывшие проститутки Чайнатауна попали под опеку пресвитерианской миссионерки Дональдины Камерон, которая укрывала их от возвращения под власть тонгов. В том же 1906 году враждовавшие в Нью-Йорке тонги Хипсин и Оньлён заключили перемирие, однако в следующем году они снова оказались в состоянии жестокой войны.

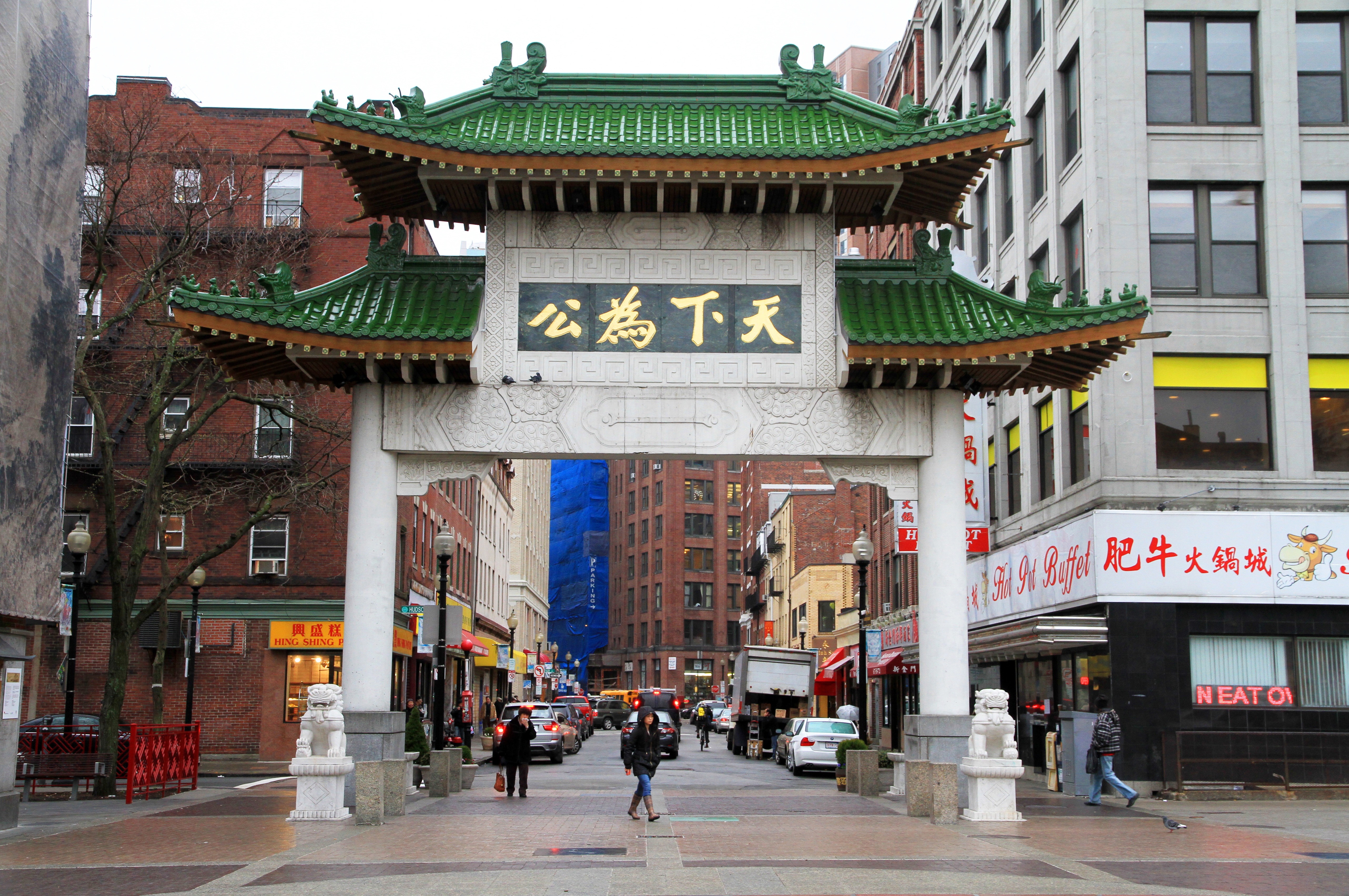
Пайфан бостонского Чайнатауна

В августе 1907 года группа гангстеров из Хипсин совершила нападение на конкурентов в Чайнатауне Бостона, в результате которого четыре человека погибли и шесть были ранены. С 1903 года бостонское отделение тонга Хипсин возглавлял бывший нью-йоркский полицейский китайского происхождения Уорри Чарльз. В Бостоне он работал судебным переводчиком и владел успешным бизнесом в сфере прачечных. В 1908 году Чарльза и нескольких его сообщников суд признал виновными в убийствах и приговорил к смертной казни (троих осуждённых казнили в октябре 1909 года, а Чарльзу и другому его сообщнику губернатор штата заменил смертный приговор на пожизненное заключение; Чарльз скончался от болезни сердца в августе 1915 года в тюрьме Бостона). 
В 1909—1910 годах между тонгами Хипсин и Оньлён вспыхнула новая война, завершившаяся окончательной победой «Мок Дака». Поводом к началу войны послужил конфликт вокруг 21-летней китайской рабыни Поу Кум («Сладкий Цветок»), случившийся в августе 1909 года. Изначально она была продана в Сан-Франциско члену тонга Хипсин, а после его ареста вышла замуж за члена Оньлён и переехала в Нью-Йорк. Бандиты Хипсин потребовали компенсацию, а после получения отказа объявили войну Оньлён и жестоко убили Поу Кум в её доме на Мотт-стрит (убийца проник в спальню женщины и нанёс ей три удара ножом в сердце). В 1912 году «Мок Дак» был осуждён и отбыл два года заключения в тюрьме Синг-Синг.
Постепенно войны тонгов в Чайнатауне Сан-Франциско утихали; многие китайские гангстеры к этому времени постарели, страдали от былых ранений, были экстрадированы, умерли или перебрались в другие города, такие как Окленд, Лос-Анджелес, Портленд, Сиэтл, Нью-Йорк и Чикаго (в последних двух городах стычки тонгов продолжались ещё до начала 1930-х годов). После землетрясения 1906 года в Чайнатауне Сан-Франциско вспыхивало несколько локальных стычек между бандами, однако в 1913 году полицейский инспектор Джек Манион вынудил главарей последних шести тонгов (Хопсин, Суэйсин, Суэйтон, Сэньсуэйин, Юньин и Бинкун) сформировать «комитет мира». После этого китайский квартал Сан-Франциско затих до 1921 года, когда было зафиксировано последнее убийство, связанное с тонгами, а в 1925 году произошли последние рейды по поимке китайских рабынь. Количество различных преступных группировок на пике конфликта оценивалось от девятнадцати до тридцати (установить точное число участников войны практически невозможно, поскольку в тонгах часто случались расколы и слияния).
Во время Сухого закона (1920—1933) многие тонги начали заниматься контрабандой и нелегальным сбытом спиртных напитков. В 1921 году территориальные споры привели к войне между тонгами Хипсин и Бинкун. В августе 1921 года член тонга Хипсин Джи Ёнь застрелил пожилого владельца прачечной и члена тонга Бинкун в Неваде. Вскоре Джи Ёнь был арестован, осуждён и в 1924 году казнён (стал первым человеком в США, которого казнили с помощью смертоносного газа). В 1932 году «Мок Дак» пошёл на соглашение с правительством США, заключил мир между тонгами нью-йоркского Чайнатауна и удалился в Бруклин, где прожил до своей смерти в 1941 году.
Несмотря на мир, заключённый с помощью влиятельного «Мок Дака», так называемая «четвёртая война тонгов» завершилась в Нью-Йорке только в 1933 году. В 1960-е годы очередной приток иммигрантов из Гонконга, Макао, Тайваня и материкового Китая вдохнул новую жизнь в старые тонги и другие азиатские банды. К тому времени исчезли гангстеры, помнившие традиции эпохи войн тонгов, поэтому новые китайские группировки формировались уже по другим правилам и законам.

## Отражение в культуре
Любовная история наёмного убийцы из тонга Сан-Франциско, которого сыграл Сэссю Хаякава, показана в немом американском триллере Человек из тонга (1919). Торговля женщинами в Чайнатауне Сан-Франциско изображена в немом драматическом фильме «История двух миров», который вышел на экраны в 1921 году. Вымышленный лидер могущественного сан-францисского тонга, которого сыграл Ричард Лу, появился в детективных фильмах Роковой час (1940) и Обреченный на смерть (1940). 
В вымышленном городе Супермена Метрополисе наличие в Чайнатауне сети подземных туннелей объясняется давней войной тонгов. По мотивам кровопролитной войны тонгов, которая разгорелась в Сан-Франциско во второй половине XIX века, был снят телесериал с элементами боевых искусств «Воин» (первый сезон вышел в 2019 году, второй — в 2020 году, третий — в 2023 году). Концепцию телесериала в начале 1970-х годов придумал Брюс Ли, а воплотила идею в жизнь его дочь Шеннон Ли.